# Pala di San Martino
La Pala di San Martino (2.987 m s.l.m.) è una delle cime più famose delle Pale di San Martino, ben visibile da San Martino di Castrozza, con forme eleganti e slanciate su tutti i lati.
La Pala sorge isolata rispetto all'Altopiano delle Pale ed è circondata da tutti i versanti da alte pareti verticali, eccetto una breve ed accidentata cresta verso nord-est che la collega con la Cima delle Scarpe, che sorge sul margine dell'altopiano.

## Alpinismo
La conquista della Pala di San Martino è stata lunga e difficile e ha richiesto circa 8 anni: tutti i pionieri delle Dolomiti si sono cimentati nel tentativo di salirla e l'impresa è riuscita a Julius Meurer, Alfred von Pallavicini, Michele Bettega, Arcangelo Dimai e Santo Siorpaes nel 1878 attraverso il versante nord, per un itinerario oggi completamente abbandonato.
Nonostante l'accesso non troppo problematico, la bellezza della montagna e l'epica prima salita, la Pala non ha mai esercitato una grande attrazione sugli alpinisti, infatti i suoi itinerari di salita non sono tanti e vari come quelli del vicino Sass Maòr e quelli esistenti sono poco frequentati.
La parete sud fu scalata la prima volta da A. G. S. Raynor e John S. Phillimore con le guide Antonio Dimai e Luigi Rizzi nel 1896, poi fu la volta della cresta ovest-nord-ovest nel 1898 scalata da Oskar Schuster, Bortolo Zagonel ed Antonio Tavernaro.
Bisogna attendere il 1920 affinché la Pala acquisti interesse per il mondo alpinistico: Gunther Langes apre con Erwin Merlet uno dei suoi itinerari più famosi superando il pilastro sud-ovest detto "Gran Pilastro", esso diventa uno dei più classici itinerari delle Dolomiti (qualche giorno prima gli stessi avevano vinto lo Spigolo del Velo). L'anno successivo lo stesso Langes inaugura quella che attualmente è la via normale di salita alla Pala, tramite la cresta nord-est.
Nel 1925 J. W. Hoxel e Carlo Zagonel vincono la parete est mediante un difficile itinerario, nel 1926 Emil Solleder e Franz Kummer scalano invece la remota parete nord per una difficile via attraverso profondi camini, nel 1927 Fritz Wiessner e Felix Simon aprono un nuovo itinerario diretto e molto impegnativo alla parete est, nel 1928 A. Simon e R. Schuler salgono la parete nord-ovest.
Altre due importanti aperture sono compiute nel 1934 lungo lo spigolo sud-est da parte di Ettore Castiglioni e Vitale Bramani e nel 1946 per la parete sud di Gino Pisoni e Guido Leonardi, poi per 20 anni la Pala viene trascurata.
Nel 1966 Silvano Vinco e Francesco Angeli aprono un nuovo itinerario di VI grado lungo la parete ovest mentre nel 1969 è la volta della via Settimo Bonvecchio aperta da Emilio Bonvecchio, Giuseppe Loss, Romeo de Stefani e Vincenzo de Gasperi lungo un giallo pilastro strapiombante della parete sud. La via, tracciata con ampio uso di mezzi artificiali è stata percorsa poi in libera da Maurizio Zanolla detto "Manolo", con difficoltà fino al X- (8a) ed anche attualmente rappresenta un difficile banco di prova.
Negli anni settanta Aldo Leviti apre diversi itinerari lungo le pareti della Pala di San Martino e negli anni successivi altri itinerari vengono aperti anche da Renzo e Giacomo Corona che scalano tra l'altro anche il pilastro ovest che dedicano a Camillo Depaoli.

## Itinerari
Sulla Pala di San Martino non ci sono itinerari per non alpinisti. Inoltre le vie per le pareti, eccezion fatta per circa tre itinerari, sono poco frequentate. Le più apprezzate sono:
- Via Solleder Kummer: itinerario impegnativo che sale lungo una marcata linea di camini e diedri lungo la parete nord, a sinistra di una riga nera, è saltuariamente ripetuto (470 m, V e V+).
- Via Leviti-Beber: dedicata alle Fiamme Gialle percorre il tratto di parete a sinistra della Solleder, lungo la parete nord, a volte è abbinata alla Solleder se i camini iniziali sono bagnati (470 m, V).
- Gran Pilastro: è una grande classica delle Dolomiti, sovente ripetuta e di medie difficoltà, sale l'arrotondato spigolo sud-ovest, sopra il canalone divisorio con la Cima Immink (600 m, III e IV).
- Via normale: percorre la cresta irta di torri che congiunge la Pala con la Cima Immink con percorso complicato e lunghe traversate (500 m, II e III).

Sulla cima della Pala di San Martino è posto il Bivacco delle Guide di San Martino.